# 술꼬리가시나무쥐
술꼬리가시나무쥐(Mesomys occultus)는 가시쥐과에 속하는 남아메리카 설치류이다. 브라질 북동부 지역의 아마조나스주에서 발견되며, 열대 우림에서 서식한다. 나무 위에서 생활하는 수상성 동물이다.